# Episodi di Designated Survivor (terza stagione)
La terza e ultima stagione della serie televisiva Designated Survivor è stata interamente pubblicata in anteprima mondiale dal servizio di video on demand Netflix, in tutti i territori in cui il servizio è disponibile, il 7 giugno 2019.
| nº | Titolo originale     | Titolo italiano       | Prima TV USA  | Prima TV Italia |
| -- | -------------------- | --------------------- | ------------- | --------------- |
| 1  | #thesystemisbroken   | #ilsistemanonfunziona | 7 giugno 2019 | 7 giugno 2019   |
| 2  | #slipperyslope       | #campominato          | 7 giugno 2019 | 7 giugno 2019   |
| 3  | #privacyplease       | #privacyprego         | 7 giugno 2019 | 7 giugno 2019   |
| 4  | #makehistory         | #farelastoria         | 7 giugno 2019 | 7 giugno 2019   |
| 5  | #nothingpersonal     | #nientedipersonale    | 7 giugno 2019 | 7 giugno 2019   |
| 6  | #whocares            | #chiseneoccupa        | 7 giugno 2019 | 7 giugno 2019   |
| 7  | #identity/crisis     | #crisidiidentita      | 7 giugno 2019 | 7 giugno 2019   |
| 8  | #scaredsh*tless      | #terrorizzatoamorte   | 7 giugno 2019 | 7 giugno 2019   |
| 9  | #undecided           | #indecisione          | 7 giugno 2019 | 7 giugno 2019   |
| 10 | #truthorconsequences | #veritaoconseguenze   | 7 giugno 2019 | 7 giugno 2019   |